# Abraham ben Maimon
Abraham ben Moses ben Maimon (ebraico: אברהם בן רמב"ם; noto anche come Rabbeinu Avraham ben ha-Rambam e Avraham Maimuni) (al-Fustat, 1186 – 7 dicembre 1237), figlio di Maimonide, successe a suo padre nella carica di Nagid della comunità ebraica dell'Egitto.